# Atimiosa comorensis
Atimiosa comorensis är en spindelart som beskrevs av Schmidt och Krause 1993. Atimiosa comorensis ingår i släktet Atimiosa och familjen käkspindlar. Inga underarter finns listade.